# Battalions of Fear
Battalions of Fear debitantski je studijski album njemačkog power metal sastava Blind Guardian. Teme pjesama uglavnom su socijalnog, fantastičnog ili religioznog karaktera. Pjesma Majesty bazirana je na Gospodar prstenova J. R. R. Tolkiena.

## Popis pjesama
Tekstovi: Hansi Kürsch. 
| 1. | »Majesty«                                      | Kürsch, Olbrich                 | 7:31 |
| 2. | »Guardian of the Blind«                        | Kürsch, Olbrich, Siepen, Stauch | 5:12 |
| 3. | »Trial by the Archon« (instrumentalna skladba) |                                 | 1:45 |
| 4. | »Wizard's Crown«                               | Kürsch, Olbrich                 | 3:50 |

| 5. | »Run for the Night«                              | Kürsch, Olbrich                 | 3:36 |
| 6. | »The Martyr«                                     | Kürsch, Olbrich, Siepen, Stauch | 6:18 |
| 7. | »Battalions of Fear«                             | Kürsch, Olbrich, Frey           | 6:09 |
| 8. | »By the Gates of Moria« (instrumentalna skladba) |                                 | 2:53 |

| 9. | »Gandalf's Rebirth« (instrumentalna skladba) | 2:10 |

## Zasluge
Blind Guardian
- Hansi Kürsch - vokali i bas-gitara
- André Olbrich - glavna gitara i prateći vokalii
- Marcus Siepen - ritam gitara i prateći vokal
- Thomas Stauch - bubnjevi

Ostalo osoblje
- Van Waay Design - omot albuma